# Championnats du monde de triathlon en relais mixte 2016
Navigation
Édition précédente Édition suivante
Les championnats du monde de relais mixte 2016 de la Fédération internationale de triathlon se tiennent à Hambourg, en Allemagne le 17 juillet 2016. Cette compétition est la huitième depuis sa création en 2009. Ce championnat du monde coïncide avec l'organisation de l'épreuve 2016 des séries mondiales de triathlon (WTS).
Pour cette épreuve, chaque pays est autorisé à participer avec une équipe de quatre participants, composée de deux femmes et de deux hommes. Les équipes doivent s'affronter dans l'ordre suivant : (1 femme/1 homme/1 femme/1 homme). Chaque triathlète doit concourir sur une nage de 300 mètres, une course à vélo de 6 km, une course à pied de 2 km et passer le relais à son compatriote.

## Résultats
Les États-Unis gagne pour la première fois le championnat du monde de triathlon en relais mixte et deviennent le cinquième pays titré dans cette compétition. L'équipe d'Australie a terminé deuxième et monte pour la troisième fois sur le podium, devant l'Allemagne championne 2013, qui décroche également pour la troisième fois une médaille depuis la création de l'épreuve.
| Rang               | Équipe | Temps           |
| ------------------ | --- | --------------- |
| Médaille d'or      | États-Unis | 1 h 20 min 29 s |
| Médaille d'or      | - Gwen Jorgensen : 20 min 03 s - Ben Kanute : 19 min 09 s - Kirsten Kasper : 21 min 41 s - Joe Maloy : 19 min 45 s            | 1 h 20 min 29 s |
| Médaille d'argent  | Australie | 1 h 20 min 58 s |
| Médaille d'argent  | - Charlotte McShane : 21 min 16 s - Jacob Birtwhistle : 19 min 10 s - Emma Jackson : 21 min 09 s - Ryan Bailie : 19 min 31 s  | 1 h 20 min 58 s |
| Médaille de bronze | Allemagne | 1 h 20 min 58 s |
| Médaille de bronze | - Laura Lindemann : 20 min 17 s - Jonathan Zipf : 19 min 55 s - Hanna Philippin : 21 min 20 s - Gregor Buchholz : 19 min 34 s | 1 h 20 min 58 s |
| 4                  | France | 1 h 20 min 59 s |
| 5                  | Russie | 1 h 21 min 06 s |
| 6                  | Afrique du Sud | 1 h 21 min 08 s |
| 7                  | Royaume-Uni | 1 h 21 min 10 s |
| 8                  | Italie | 1 h 22 min 47 s |
| 9                  | Canada | 1 h 22 min 48 s |
| 10                 | Japon | 1 h 22 min 58 s |
| 11                 | Pays-Bas | 1 h 23 min 22 s |
| 12                 | Brésil | 1 h 24 min 11 s |
| 13                 | Mexique | DSQ             |
| 14                 | Espagne | LAP             |
| 15                 | Corée du Sud | LAP             |
| 16                 | Irlande | LAP             |